# Aufrechte Weißmiere
Die Aufrechte Weißmiere (Moenchia erecta), auch Weißmiere genannt, ist eine Pflanzenart aus der  Gattung Moenchia innerhalb der Familie der Nelkengewächse (Caryophyllaceae). In Deutschland gilt diese seltene Art als stark gefährdet.

## Beschreibung

### Vegetative Merkmale
Die Aufrechte Weißmiere ist eine einjährige krautige Pflanze, die nur Wuchshöhen von 3 bis 12 Zentimeter erreicht. Aus der Basis sprießen ein oder mehrere schlanke aufrechte Stängel, die meist zwei bis vier Blattpaare tragen. Die Stängel sind unverzweigt oder am Gund verzweigt mit wenigen aufrechten oder aufsteigenden Seitenzweigen. Die sitzenden   lineal-lanzettlichen Laubblätter sind 6 bis 12 Millimeter lang. Sie sind ganzrandig, kahl; die stängelständigen sind horizontal bis aufrecht abstehend und kürzer als die Stängelglieder.

### Generative Merkmale
Die Blütezeit reicht von April bis Juni. Jeweils ein bis zwei Blüten auf zuletzt deutlich verlängerten Stielen entspringen den Blattachseln. Die vier grünen, etwa fünf Millimeter langen Kelchblätter sind lanzettlich spitz geformt und haben einen weißen Rand. Die vier weißen bis silbrigen Kronblätter sind ganzrandig und kürzer als der Kelch. Jede Blüte besitzt vier Staubblätter, die halb so lang sind wie die Kronblätter. Die vier Griffels sind zurückgekrümmt.
Die etwa 6 Millimeter lange, zylindrische Kapselfrucht ist etwa so lang wie der Kelch und öffnet sich mit acht Zähnen. In ihr befinden sich 35 bis 55 rot-braune, nierenförmige Samen.
Die Chromosomenzahl beträgt n = 18.

## Vorkommen
Diese kurzlebige, konkurrenzschwache Pflanzenart ist in Zentraleuropa, Großbritannien, Frankreich und Spanien heimisch. Nach Nordamerika, Südafrika und Australien wurde sie durch den Menschen eingeschleppt. Sie hat in Europa ursprüngliche Vorkommen in Portugal, Spanien, Frankreich, Deutschland, Großbritannien, Belgien, Schweiz, Slowenien, Kroatien, Italien, Slowenien, Nordmazedonien, Griechenland, Bulgarien und in der Türkei; außerhalb Europas in Marokko, Algerien, Tunesien, im Gebiet von Syrien und Libanon und von Israel und Jordanien. In Tschechien, den Niederlanden und in der Slowakei ist die Art ausgestorben, in der Schweiz ist sie regional ausgestorben. Als geeignete Standorte gelten stickstoffarme Halb- und Trockenrasen oder Brachäcker in warmgemäßigten Breiten bis zu Höhenlagen von etwa 700 Metern.
Entsprechend den ökologischen Zeigerwerten nach Ellenberg wird die Aufrechte Weißmiere als Volllichtpflanze für warmes, gleichmäßig trockenes Seeklima angegeben. Die angezeigte Bodenbeschaffenheit ist stickstoffarm und leicht sauer. Die Aufrechte Weißmiere ist ein Sandzeiger; sie ist in Mitteleuropa pflanzensoziologisch eine Charakterart des Verbands Thero-Airion und kommt zum Beispiel im Filagini-Vulpietum vor.
In Deutschland gilt die Aufrechte Weißmiere in Hessen als „gefährdet“, in den anderen Bundesländern ist sie bereits „ausgestorben“ oder ist „vom Aussterben bedroht“. Auch in ganz Zentraleuropa ist die Aufrechte Weißmiere vom Aussterben bedroht. Gesetzlichen Artenschutz genießt diese Pflanzenart allerdings nicht. Die Hauptursache für die rückläufige Entwicklung der Aufrechten Weißmiere ist die immer kleiner werden Ausdehnung von Magerrasen durch Kultureinflüsse, Verbuschung und Aufforstung.

## Ökologie
Die Aufrechte Weißmiere tritt als Einzelexemplar oder in kleinen Gruppen auf. Die Bestäubung erfolgt durch Insekten. Die Ausbreitung der Diasporen geschieht im Wesentlichen durch die Windausbreitung der Samen.

## Systematik
Die Erstveröffentlichung erfolgte 1753 unter dem Namen (Basionym) Sagina erecta durcvon Carl von Linné in Species Plantarum, Tomus I, Band 1, Seite 128. Die Neukombination zu Moenchie erecta (L.) G.Gaertn., B.Mey. & Scherb. wurde 1799 durch Gottfried Gaertner, Bernhard Meyer und Johannes Scherbius in Oekonomisch-Technische Flora der Wetterau, Band 1, Seite 219 veröffentlicht.
Je nach Autor gibt es etwa zwei Unterarten:
- Moenchia erecta (L.) G.Gaertn., B.Mey. & Scherb. subsp. erecta: Pflanze nur 2,5 bis 10 Zentimeter hoch; Staubblätter 4.[7]
- Moenchia erecta subsp. octandra (Ziz ex Mert. & W.D.J.Koch) Coutinho: Pflanze 10 bis 20 Zentimeter hoch; Staubblätter 8.[7] Sie kommt in Marokko, Algerien, Tunesien, Portugal, Spanien, Frankreich, Italien, in der Türkei und im Gebiet von Syrien und Libanon vor.[4]